# 데 아바신 사페 FC
데 아바신 사페 FC(파슈토어: د اباسین څپې)는 호스트를 연고로 하는 아프가니스탄의 축구단이다. 현재 아프가니스탄 프리미어리그에 참가하고 있다.

## 역사
구단은 2012년 8월 아프가니스탄 프리미어리그 창설과 함께 창단되었다. 구단 선수들은 Maidon-E-Sabz ("Green Field")라는 캐스팅 쇼를 통해 선발되었다.
구단은 호스트 주변 아프가니스탄의 남동부 지역을 대표하는 구단이다.
인더스강의 파슈토어 이름인 Abasin("강의 아버지")에서 이름을 따왔다.